# Ljubinko Drulović
Ljubinko Drulović (Servisch: Љубинко Друловић) (Nova Varoš, 11 september 1968) is een Servisch voormalig voetballer en coach.

## Spelerscarrière
Drulović speelde in de jeugd van Zlatar Nova Varoš uit zijn geboortestad en Sloga Požega. Hij maakte zijn debuut in het betaald voetbal echter in 1988 voor FK Sloboda Užice. In 1990 verhuisde hij naar de Joegoslavische topclub FK Rad. Nadat zijn contract bij Rad afliep in 1992, vertrok hij naar het Portugese Gil Vicente FC. In december 1993 werd hij gecontracteerd door grootmacht FC Porto. In zijn eerste seizoen, 1993/94, scoorde hij direct achttien goals. Dit zou later het productiefste seizoen uit zijn carrière worden. Met Porto won hij vijf landstitels, vier bekers en vijf supercups.
In 2001 vertrok hij naar SL Benfica uit Lissabon. Na een slechte start tijdens het seizoen 2002/03 keerde hij terug naar Servië, bij FK Partizan uit Belgrado. Hij beëindigde zijn carrière bij FC Penafiel.

## Interlandcarrière
Drulović maakte zijn interlanddebuut voor Joegoslavië op 28 december 1996 in en tegen Argentinië (2–3 winst). Hij scoorde meteen in zijn eerste wedstrijd de 0–1. Hij speelde in totaal 38 interlands voor Joegoslavië tussen 1996 en 2001.
| Interlanddoelpunten van Ljubinko Drulović voor Joegoslavië | Interlanddoelpunten van Ljubinko Drulović voor Joegoslavië | Interlanddoelpunten van Ljubinko Drulović voor Joegoslavië | Interlanddoelpunten van Ljubinko Drulović voor Joegoslavië | Interlanddoelpunten van Ljubinko Drulović voor Joegoslavië | Interlanddoelpunten van Ljubinko Drulović voor Joegoslavië |
| No.                                                        | Datum                                                      | Wedstrijd                                                  | Score                                                      | Uitslag                                                    | Competitie                                                 |
| Als speler bij FC Porto                                    | Als speler bij FC Porto                                    | Als speler bij FC Porto                                    | Als speler bij FC Porto                                    | Als speler bij FC Porto                                    | Als speler bij FC Porto                                    |
| ---------------------------------------------------------- | ---------------------------------------------------------- | ---------------------------------------------------------- | ---------------------------------------------------------- | ---------------------------------------------------------- | ---------------------------------------------------------- |
| 1.                                                         | 28 december 1996                                           | Argentinië – Joegoslavië                                   | 0 – 1                                                      | 2 – 3                                                      | Vriendschappelijk                                          |
| 2.                                                         | 9 september 1999                                           | Macedonië – Joegoslavië                                    | 0 – 4                                                      | 2 – 4                                                      | EK 2000 kwalificatie                                       |
| 3.                                                         | 13 juni 2000                                               | Slovenië – Joegoslavië                                     | 3 – 2                                                      | 3 – 3                                                      | EK 2000                                                    |

## Trainerscarrière
Drulović begon zijn trainersloopbaan bij laagvlieger GD Tourizense in Portugal. Toen hij eenmaal de diploma's had, mocht hij hogere teams gaan coachen. In april 2008 werd hij dan ook coach van FK Banat Zrenjanin in de Servische hoogste klasse. Hij degradeerde met de club, na een met 1–4 verloren wedstrijd tegen FK Vojvodina. In juni 2008 werd hij hoofdcoach van NK Drava Ptuj in Slovenië. In 2010 ging hij in Angola te werk, bij CD Primeiro de Agosto. Zijn grootste trainerssucces kende hij bij het Servisch voetbalelftal onder 19, hiermee won hij het EK onder 19 in 2013. Hij was daarom ook Servisch coach van het jaar in 2013. In 2014 was hij interim-manager van het Servisch voetbalelftal, nadat Dick Advocaat ontslag nam. Sinds 23 april 2015 is hij bondscoach van Macedonië. De eerste wedstrijd onder zijn leiding, een EK-kwalificatieduel in en tegen Slowakije op 14 juni 2015, werd met 2–1 verloren. Drulović haalde met Macedonië het EK uiteindelijk niet. Hierop stapte hij op om aan de slag te gaan bij de Servische voetbalclub FK Partizan. Daar stapte hij eind 2015 op, nadat Drulović de groepsfase van de Europa League niet door was gekomen in een poule met AZ, FC Augsburg en Athletic Bilbao.

## Erelijst

### Als speler
FC Porto
- Landskampioen

1994/95, 1995/96, 1996/97, 1997/98, 1998/99
- Beker van Portugal

1993/94, 1997/98, 1999/00, 2000/01
- Supercup van Portugal

1993, 1994, 1996, 1998, 2001

### Als manager
Servië –19
- Europees kampioenschap

2013